# 中国档案出版社
中国档案出版社是中华人民共和国的一家出版社，主要业务范围为档案史料、档案学书籍的出版。

## 历史沿革
1982年，档案出版社成立，为国家档案局和中央档案馆所属中央一级出版单位。1993年，档案出版社改名为中国档案出版社。
2010年，中央各部门各单位出版社转企，中国档案出版社停办。